# Cindy Busby
Cindy Busby (* 18. März 1983 in Montreal, Québec, Kanada) ist eine kanadische Filmschauspielerin.

## Leben
Busby ist seit Ende der 1990er Jahre als Schauspielerin aktiv. Zunächst übernahm sie kleinere Auftritte in verschiedenen Fernsehserien und -filmen. Seit 2007 ist sie in der Serie Heartland – Paradies für Pferde in der wiederkehrenden Rolle der Ashley zu sehen. Zudem übernahm sie seither größere Rolle in verschiedenen Filmproduktionen, wie etwa 2009 in American Pie präsentiert: Das Buch der Liebe.

## Filmografie (Auswahl)
- 2007–2014, 2024: Heartland – Paradies für Pferde (Heartland, Fernsehserie, 53 Folgen) als Ashley Stanton
- 2007: Wege aus der Hölle (A Life Interrupted)
- 2008: Party Date – Per Handy zur großen Liebe (Picture this)
- 2009: American Pie präsentiert: Das Buch der Liebe (American Pie Presents: The Book of Love)
- 2009: The Vampire Diaries (Fernsehserie, Folge 1x01)
- 2010: Notruf zu Weihnachten (A Heartland Christmas, Fernsehfilm)
- 2011: Behemoth – Monster aus der Tiefe (Behemoth)
- 2011: Super Twister (Mega Cyclone, Fernsehfilm)
- 2011–2013: Supernatural (Fernsehserie, 2 Folgen)
- 2012: The Secret Circle (Fernsehserie, Folge 1x12)
- 2013: Zwölf Runden 2: Reloaded (12 Rounds 2: Reloaded)
- 2014: Lucky in Love
- 2014–2015: Cedar Cove – Das Gesetz des Herzens (Cedar Cove, Fernsehserie, 17 Folgen)
- 2015: A Frosty Affair (Fernsehfilm)
- 2015: White Raven
- 2016: Unleashing Mr. Darcy (Fernsehfilm)
- 2016: Hailey Dean Mystery: Murder, with Love (Fernsehfilm)
- 2016: A Puppy for Christmas (Fernsehfilm)
- 2016: Motive (Fernsehserie, Folge 4x13)
- 2017: Hailey Dean Mystery: Deadly Estate
- 2017: Janette Oke: Die Coal Valley Saga (Fernsehserie, 3 Folgen)
- 2017: Somewhere Between (Fernsehserie, 3 Folgen)
- 2017: Betting on the Bride (Fernsehfilm)
- 2017: Runaway Christmas Bride
- 2018: Autumn Stables (Fernsehfilm)
- 2018: Royal Hearts (Fernsehfilm)
- 2018: The Wrong Daughter (Fernsehfilm)
- 2018: Marrying Mr. Darcy (Fernsehfilm)
- 2018: Christmas Cupcakes (Fernsehfilm)
- 2018: A Christmas in Royal Fashion (Fernsehfilm)
- 2019: The Killer Downstairs (Fernsehfilm)
- 2019: My Mom’s Letter from Heaven (Fernsehfilm)
- 2019: Wedding March 5: My Boyfriend’s Back (Fernsehfilm)
- 2019: The Wrong Stepmother (Fernsehfilm)
- 2019: Web of Dreams (Fernsehfilm)
- 2019: Bachelor Daddies (Fernsehserie, 2 Folgen)
- 2019: Weihnachtliche Begegnung – Liebe ist mehr als ein Zufall (A Godwink Christmas: Meant for Love, Fernsehfilm)
- 2020: Love in the Forecast (Fernsehfilm)
- 2020: Romance in the Air (Fernsehfilm)
- 2020: Romantik à la Carte (Romance on the Menu)
- 2020: Follow Me to Daisy Hills (Fernsehfilm)
- 2020: Welcome to the Circle
- 2021: Chasing Waterfalls (Fernsehfilm)
- 2021: My Husband’s Killer Girlfriend (Fernsehfilm)
- 2021: In Action
- 2021: The Holiday Train (Fernsehfilm)
- 2021: Joy for Christmas (Fernsehfilm)
- 2022: Warming Up to You (Fernsehfilm)
- 2022: Marry Me in Yosemite (Fernsehfilm)
- 2022: Crown Prince of Christmas (Fernsehfilm)
- 2023: Love in Zion National – A National Park Romance (Fernsehfilm)
- 2023: Everything Christmas (Fernsehfilm)
- 2024: A Whitewater Romance (Fernsehfilm)
- 2024: Unwrapping Christmas – Tina's Miracle (Fernsehfilm)
- 2024: Unwrapping Christmas –  Lily's Destiny (Fernsehfilm)
- 2024: Unwrapping Christmas – Olivia's Reunion (Fernsehfilm)